# Sympleurotis armatus
Sympleurotis armatus là một loài bọ cánh cứng trong họ Cerambycidae.